# Lovers and Friends
"Lovers and Friends" é uma canção de Lil Jon & The East Side Boyz. Lançado em 9 de Novembro de 2004 como terceiro single do grupo para o álbum "Crunk Juice". O Single conta com a participação de Usher e Ludacris, O labo B da faixa é o single "Real Nigga Roll Call" que conta com a participação do rapper Ice Cube lançado com segundo single em Setembro de 2004.

## Desempenho nas paradas
Gráficos semanais
| Paradas (2004-2005)                            | Melhor Posição |
| ---------------------------------------------- | -------------- |
| Austrália (ARIA)                               | 36             |
| O campo songid é OBRIGATÓRIO PARA PARADA ALEMÃ | 68             |
| Itália (FIMI)                                  | 60             |
| Nova Zelândia (Recorded Music NZ)              | 15             |
| Suíça (Schweizer Hitparade)                    | 44             |
| Reino Unido (UK Singles Chart)                 | 10             |
| Estados Unidos (Billboard Hot 100)             | 3              |
| Estados Unidos (Billboard Hot Rap Songs)       | 1              |
| Estados Unidos (Billboard R&B/Hip-Hop Songs)   | 2              |
| Estados Unidos (Billboard Rhythmic Airplay)    | 1              |